# Clarks Hill
Clarks Hill es un lugar designado por el censo ubicado en el condado de McCormick, en el estado estadounidense de Carolina del Sur. La localidad en el año 2000 tiene una población de 376 habitantes en una superficie de 8.3 km², con una densidad poblacional de 45.4 personas por km². 

## Geografía
Clarks Hill se encuentra ubicado en las coordenadas 33°39′39″N 82°9′37″O / 33.66083, -82.16028. Según la Oficina del Censo, el pueblo tiene un área total de 8,3 km² (3,2 mi²), de la cual 8,3 km² (3,2 mi²) es tierra y 0 km² (0 mi²) (0.0%) es agua.

## Demografía
En el 2000 la renta per cápita promedia del hogar era de $28.269, y el ingreso promedio para una familia era de $29.464. El ingreso per cápita para la localidad era de $10.305. En 2000 los hombres tenían un ingreso per cápita de $26.371 contra $22.411 para las mujeres. Alrededor del 16.30% de la población estaba bajo el umbral de pobreza nacional. 

### Localidades adyacentes
El siguiente diagrama muestra a las localidades en un radio de 24 kilómetros (14,9 mi) de Clarks Hill.